# Сельское поселение «Нижнегирюнинское»
Се́льское поселе́ние «Нижнегирюнинское» — муниципальное образование в Балейском районе Забайкальского края Российской Федерации.
Административный центр — село Нижнее Гирюнино.

## История
Статус и границы сельского поселения установлены Законом Читинской области от 19 мая 2004 года «Об установлении границ, наименований вновь образованных муниципальных образований и наделении их статусом сельского, городского поселения в Читинской области».

## Население
| 2010 | 2011 | 2012 | 2013 | 2014 | 2015 | 2016 |
| ---- | ---- | ---- | ---- | ---- | ---- | ---- |
| 425  | ↘423 | ↘403 | ↘394 | ↘385 | ↗387 | ↘364 |
| 2017 | 2018 | 2019 | 2020 | 2021 |      |      |
| ↘352 | ↘339 | ↘325 | ↘310 | ↘267 |      |      |

## Состав сельского поселения
| № | Населённый пункт | Тип населённого пункта       | Население |
| - | ---------------- | ---------------------------- | --------- |
| 1 | Жетково          | село                         | ↘31       |
| 2 | Ложниково        | село                         | ↘48       |
| 3 | Нижнее Гирюнино  | село, административный центр | ↘157      |
| 4 | Рудник Жетково   | населённый пункт             | ↘49       |